# Staatsbruch
Koordinaten: 50° 27′ 32″ N, 11° 26′ 3″ O

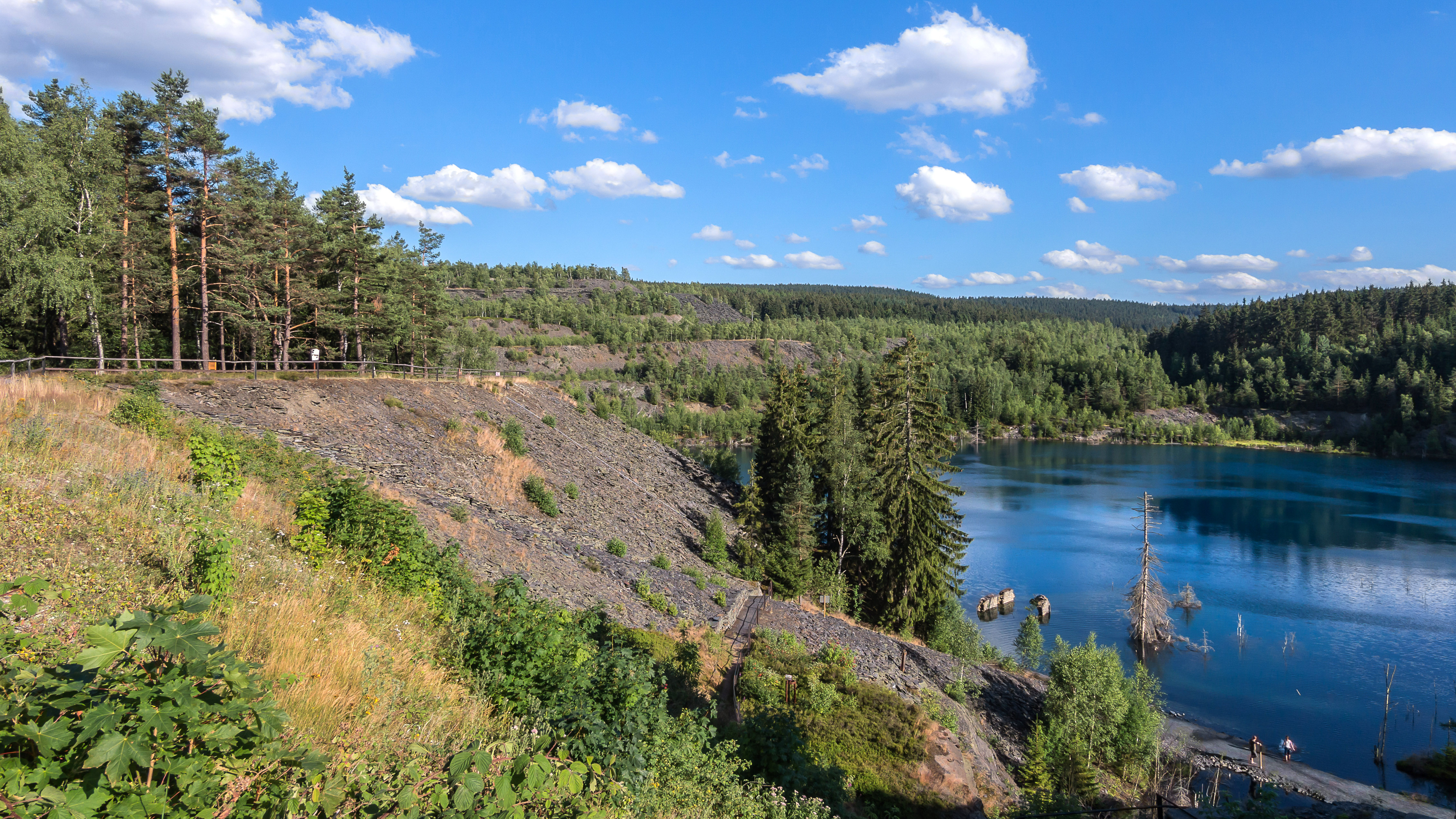
Naturschutzgebiet Staatsbruch (Juli 2015)

Das Naturschutzgebiet Staatsbruch liegt im Landkreis Saalfeld-Rudolstadt in Thüringen. Es erstreckt sich südwestlich der Kernstadt Lehesten. Am westlichen Rand des Gebietes verläuft die Landesstraße L 1096, östlich verläuft die L 2374. Die Landesgrenze zu Bayern verläuft unweit westlich.

## Bedeutung
Das 90,6 ha große Gebiet mit der NSG-Nr. 285 wurde im Jahr 2001 unter Naturschutz gestellt.